# Wizja Pogoda
Wizja Pogoda – pierwsza polska stacja telewizyjna o tematyce pogodowej, dostępna na platformie cyfrowej Wizja TV, która rozpoczęła nadawanie 18 września 1998.

## Historia
Powstała przy współpracy Wizji TV i The Weather Department. Prognozy pogodowe były przygotowywane przy użyciu zaawansowanej technologii komputerowej, na podstawie danych otrzymywanych z około 6 tysięcy stacji meteorologicznych na świecie. Prognozy były aktualizowane dwa razy dziennie. Kanał został zlikwidowany 1 marca 2002, z powodu połączenia Wizji TV z konkurencyjną platformą Cyfra+.
Początkowo Wizja Pogoda dzieliła czas antenowy z National Geographic Channel, a w późniejszym okresie z Travel Channel. Swój program nadawała od rana do godz. 13.00 (do godz. 14.00 przy dzieleniu czasu z kanałem National Geographic).